# ビラマルティン・デ・バルデオーラス

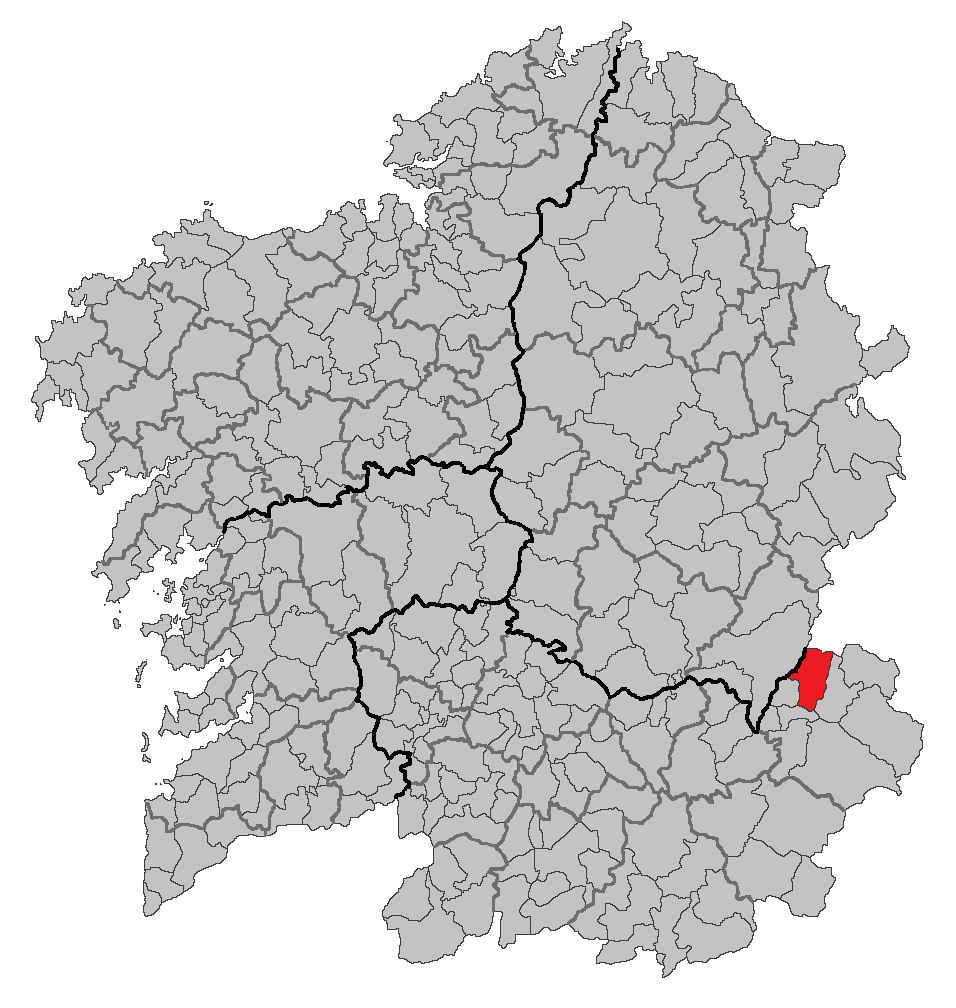

ビラマルティン・デ・バルデオーラス（Vilamartín de Valdeorras）は、スペイン、ガリシア州、オウレンセ県の自治体、コマルカ・デ・バルデオーラスに属する。ガリシア統計局によると、2011年の人口は2,047人（2010年：2,072人、2009年：2,164人、2003年：2,477人）。住民呼称はvilamartinés/-sa、もしくはvaldeorrés/-sa。カスティーリャ語による表記はVillamartín de Valdeorras（ビジャマルティン・デ・バルデオーラス）。
ガリシア語話者の自治体住民に占める割合は96.73％（2001年）。

## 地理
ビラマルティン・デ・バルデオーラスはオウレンセ県の北東部に位置し、コマルカ・デ・バルデオーラスに属する。東はオ・バルコ・デ・バルデオーラスと、南はペティンと、西はア・ルーアとキローガの各自治体と隣接、北はカスティーリャ・イ・レオン州のレオン県と接している。自治体中心地区はビラマルティン・デ・バルデオーラス教区のビラマルティン地区。 
ビラマルティン・デ・バルデオーラスはオウレンセ県の北東部（県都オウレンセから106km）に、コマルカ・デ・バルデオーラスの北部、同コマルカの中心自治体オ・バルコ・デ・バルデオーラスの中心地オ・バルコからは7kmのところに位置する。
シル川の渓谷にあり、高低差が激しく、最も低いところは海抜300m、高いところは南部のエイシェ山地で海抜1,200m、北部のカバーロス山地で1,236m、モントウト山1,500m、ラストラ山1600mとなっている。
ビラマルティン・デ・バルデオーラスはオ・バルコ・デ・バルデオーラス司法管轄区に属す。

### 人口
| ビラマルティン・デ・バルデオーラスの人口推移 1900－2010 |
|                                                         |
| 出典:INE（スペイン国立統計局）1900年 - 1991年、1996年 - |

## 政治
自治体首長はガリシア国民党（PPdeG）のホセ・ピント・アルバレス（José Pinto Álvarez）、自治体評議員はガリシア国民党：6、ガリシア社会党（PSdeG-PSOE）：4、ガリシア民族主義ブロック（BNG）：1となっている（2007年の自治体選挙の結果、得票順）。

## 教区
ビラマルティン・デ・バルデオーラスは11の教区に分けられている。太字は自治体中心地区のある教区。
- アルコス（サン・ロウレンソ）
- アルナード（サン・クレメンテ）
- セルネーゴ（サンタ・ビクトル）
- コルゴモ（サンタ・コンバ）
- コレシャイス（サン・ペドロ）
- オ・マソ（サント・アントーニオ）
- ア・ポルテーラ（サン・シュリアン）
- サン・ミゲル・ド・オウテイロ（サント・アントーニオ）
- サン・ビセンテ・デ・レイラ（サン・ビセンテ）
- バレンシア・ド・シル（サン・ベルナベ）
- ビラマルティン・デ・バルデオーラス（サン・シュルショ）